# Hörzeitung
Hörzeitungen enthalten gesprochene Texte aus gedruckten Medien, die auf Tonträger abonniert werden können. Der Begriff (entsprechend auch Hörzeitschrift) hat sich unter Blinden und Sehbehinderten zur Abgrenzung vom Hörbuch durchgesetzt. Die jahrzehntelang dominierende Kompaktkassette wird dabei immer mehr von CDs mit MP3-Dateien bzw. im DAISY-Format abgelöst.

## Geschichte
Mit der Kompaktkassette wurde es in den 1970er-Jahren möglich, Tonträger schnell und bequem zu vervielfältigen. Einzelne Blindenhörbüchereien und Selbsthilfevereine der Blinden begannen damit, beispielsweise Artikel aus Lokalzeitungen auf Band zu sprechen, die Aufnahmen zu vervielfältigen und an ihre Mitglieder zu senden. Als überregionale Serviceeinrichtung gründete sich 1976 die Aktion Tonband-Zeitung für Blinde (heute: atz Hörmedien für Sehbehinderte und Blinde e.V.); in Holzminden (Niedersachsen) errichtete sie eine Dienstleistungszentrale zur Vervielfältigung und den Versand von Hörzeitungen für viele Regionen Deutschlands. Damit wurden lokale Hörzeitungen auch ohne größere Investitionen vor Ort möglich.
Parallel zu den Lokalzeitungen gründeten verschiedene Herausgeber Hörzeitschriften zu zahlreichen Themen (mit jeweils eigener Redaktion, die Texte aus verschiedenen Quellen zusammenstellt) sowie Hörausgaben einzelner Printmedien, teils auszugsweise (z. B. Focus, GEO), aber auch vollständig (Spiegel). Die Selbsthilfeverbände der Blinden- und Sehbehinderten geben ihre Vereinszeitschriften vielfach auch als Hörzeitungen heraus.
Seit 2010 erscheinen Hörzeitungen fast nur noch digital im Daisy-/MP3-Format, meist auf CD oder zum Download. Die Tonaufnahmen werden darin mit einer Struktur versehen, die den Benutzern eine komfortable Navigation ermöglichen.

## Angebot
Die Themen der Hörzeitungen sind ähnlich breit gestreut wie das Printangebot; Anzahl und Umfang der Titel sind aber erheblich geringer. Zu besonders publikumswirksamen Themen gibt es Hörzeitungen von mehreren Anbietern, viele Themen bleiben aber unberücksichtigt. Nur selten unterstützen Verlage von Printausgaben die Herstellung einer „barrierefreien“ Version für Blinde.
Viele Hörzeitungen bringen nur Auszüge aus den entsprechenden gedruckten Medien, weil der Aufwand der Aufsprache groß ist. Versuche mit synthetischer Sprache finden bei den (meist älteren) Hörern nur sehr begrenzte Zustimmung. Hörzeitungen schaffen Blinden einen begrenzten Zugang zu den Printmedien und sind damit neben dem Internet eine wichtige Informationsquelle.

## Finanzierung
Während die Blinden-Hörbüchereien für den Bibliotheksbetrieb öffentliche Zuschüsse bekommen, müssen Hörzeitungen grundsätzlich aus Kostenbeiträgen der Benutzer finanziert werden. Die relativ kleine Benutzergruppe schließt finanziellen Gewinn aus; deshalb beschränkt sich der Kreis der Anbieter auf wenige gemeinnützige Einrichtungen und einige private Initiativen. Ohne ehrenamtliche Mitarbeit könnten die meisten Hörzeitungen nicht bestehen; zur Wahrung der Gemeinnützigkeit (und des portofreien Versands als Blindensendung) bleibt der Bezieherkreis auf Blinde und Sehbehinderte begrenzt.